# Americijeve anorganske spojine
Americij je element z največjo atomsko maso, ki ga še dokaj zlahka preučujemo. Znanih je kar nekaj njegovih spojin.

## Seznam

### Americijevi hidridi in hidroksidi
- Americijev dihidrid – AmH2[1]
- Americijev tetrahidroksid – Am(OH)4[1]
- Americijev trihidrid – AmH3[1]
- Americijev trihidroksid – Am(OH)3[2]
- AmO2(OH)3·nH2O[1]

#### Nepopolni hidridi in hidroksidi
- NaAmO2(OH)2·nH2O[1]
- KAmO2(OH)2·nH2O[1]
- RbAmO2(OH)2·nH2O[1]
- CsAmO2(OH)2·nH2O[1]
- Na2AmO2(OH)3·nH2O[1]
- K2AmO2(OH)3·nH2O[1]
- Cs2AmO2(OH)3·nH2O[1]

### Americijeve spojine z elementi Ⅲ. skupine
- Americijev heksaborid – AmB6[1]

### Americijeve spojine z elementi Ⅳ. skupine
- Americijev disilicid – AmSi2[1]
- Americijev karbid – AmC[3]
- Americijev silicid – AmSi[1]
- Americijev silikat – AmSiO4[1]
- Diamericijev trikarbonat – Am2(CO3)3[1]
- Diamericijev trisilicid – Am2Si3[1]
- Pentamericijev trisilicid – Am5Si3[1]
- Americijev tiocianid – Am(SCN)3[1]
- AmOHCO3[1]

#### Nepopolne americijeve spojine
- CsAmO2CO3[4]
- RbAmO2CO3[4]
- KAmO2CO3[4]
- NaAm(CO3)2·nH2O[1]
- NaAmO2CO3[1]
- NaAmO2CO3·nH2O[1]

### Americijevi pniktidi
- Americijev antimonid – AmSb[1]
- Americijev arzenid – AmAs[1]
- Americijev bizmid – AmBi[1]
- Americijev fosfat – AmPO4[1]
- Americijev fosfat nhidrat – AmPO4·nH2O[1]
- Americijev fosfid – AmP[1]
- Americijev nitrid – AmN[1]

### Americijevi halkidi
- Americijev dioksid – AmO2[4]
- Americijev diselenid – AmSe2[1]
- Americijev disulfid – AmS2[1]
- Americijev ditelurid – AmTe2[1]
- Americijev divodikov fosfat – Am(H2PO4)3[1]
- Americijev heksaoksid – AmO6[1]
- Americijev oksid – AmO[5]
- Americijev selenid – AmSe[1]
- Americijev sulfid – AmS[1]
- Americijev telurid – AmTe[1]
- Americijev triselenid – AmSe3[1]
- Americijev trisulfid – AmS3[1]
- Americijev tritelurid – AmTe3[1]
- Dekamericijev oksitetradekasulfid – Am10S14O[1]
- Diamericijev heksoksid – Am2O6[6]
- Diamericijev heptoksid – Am2O7[6]
- Diamericijev oktoksid – Am2O8[6]
- Diamericijev trioksid – Am2O3[5]
- Diamericijev triselenid – Am2Se3[1]
- Diamericijev trisulfat – Am2(SO3)3[1]
- Diamericijev trisulfat oktahidrat – Am2(SO4)3·8H2O[4]
- Diamericijev trisulfat pentahidrat – Am2(SO3)3·5H2O[1]
- Diamericijev trisulfid – Am2S3[1]
- Diamericijev tritelurid – Am2Te3[1]
- Triamericijev tetraselenid – Am3Se4[1]
- Triamericijev tetrasulfid – Am3S4[1]
- Triamericijev tetratelurid – Am3Te4[1]
- (AmO2)2(SO4)[1]
- (AmO2)2(SO4)·nH2O[1]

#### Nepopolni halkidi
- NH4AmO2PO4[4]
- Ba3AmO6[1]
- Cs2AmO4[1]
- NH4AmPO4·nH2O[1]
- KAmPO4·nH2O[1]
- RbAmPO4·nH2O[1]
- CsAmPO4·nH2O[1]
- NaAm(SO4)2·H2O[1]
- NaAm(SO4)2·2H2O[1]
- NaAm(SO4)2·3H2O[1]
- NaAm(SO4)2·4H2O[1]
- KAm(SO4)2·H2O[1]
- KAm(SO4)2·2H2O[1]
- KAm(SO4)2·3H2O[1]
- KAm(SO4)2·4H2O[1]
- RbAm(SO4)2·H2O[1]
- RbAm(SO4)2·2H2O[1]
- RbAm(SO4)2·3H2O[1]
- RbAm(SO4)2·4H2O[1]
- CsAm(SO4)2·H2O[1]
- CsAm(SO4)2·2H2O[1]
- CsAm(SO4)2·3H2O[1]
- CsAm(SO4)2·4H2O[1]
- TlAm(SO4)2·H2O[1]
- TlAm(SO4)2·2H2O[1]
- TlAm(SO4)2·3H2O[1]
- TlAm(SO4)2·4H2O[1]
- K3Am(SO4)2·H2O[1]
- K3Am(SO4)2·2H2O[1]
- K3Am(SO4)2·3H2O[1]
- K3Am(SO4)2·4H2O[1]
- K8Am2(SO4)7[1]
- Cs8Am2(SO4)7[1]
- Tl8Am2(SO4)7[1]
- CsAmO2SO4·nH2O[1]
- Co(NH3)6AmO2(SO4)2·2H2O[1]
- Co(NH3)6(HSO4)2(AmO2(SO4)3)·nH2O[1]
- BaAmO3[1]
- PuAmO6[6]
- PuAmO7[6]
- PuAmO8[6]

### Americijevi halidi
- Americijev dibromid – AmBr2[1]
- Americijev dijodid – AmI2[5]
- Americijev diklorid – AmCl2[5]

- Americijev dioksidifluorid – AmO2F2[4]
- Americijev heksafluorid – AmF6[1]
- Americijev oksibromid – AmOBr[1]
- Americijev oksijodid – AmOI[1]
- Americijev oksiklorid – AmOCl[1]
- Americijev tetraborid – AmB4[1]
- Americijev tetrafluorid – AmF4[5]
- Americijev tribromid – AmBr3[5]
- Americijev trifluorid – AmF3[7]
- Americijev trijodid – AmI3[7]
- Americijev triklorid – AmCl3[7]
- Americijev triklorid heksahidrat – AmCl3·6H2O[5]
- AmCl3·LiCl[1]
- AmCl3·CsCl[1]
- AmCl2(H2O)6·Cl[1]

#### Nepopolni halidi
- Cs2NaAmCl6[4]
- RbAmO2F2[4]
- KAmO2F2[4]
- Cs2AmO2Cl4[4]
- K3Am3(IO3)12·HIO3[4]
- LiAmF4[1]
- LiAmCl4[1]
- LiAmBr4[1]
- LiAmI4[1]
- CsAmF4[1]
- CsAmCl4[1]
- CsAmI4[1]
- Li2AmF5[1]
- Li2AmCl5[1]
- Li2AmI5[1]
- Cs2AmF5[1]
- Cs2AmCl5[1]
- Cs2AmBr5[1]
- Cs2AmI5[1]
- KAm2F7[1]
- Li2AmF6[1]
- Li2AmCl6[1]
- Li2AmBr6[1]
- Li2AmI6[1]
- Cs2AmF6[1]
- Cs2AmCl6[1]
- Cs2AmBr6[1]
- Cs2AmI6[1]
- Li3AmF3[1]
- Li3AmCl3[1]
- Li3AmBr3[1]
- Li3AmI3[1]
- Cs3AmF3[1]
- Cs3AmCl3[1]
- Cs3AmBr3[1]
- Cs3AmI3[1]
- (NH4)2AmCl5[1]
- Rb2AmF6[1]
- RbAmO2F2[1]
- KAmO2F2[1]
- Cs3AmO2Cl4[1]
- Cs7(AmO2)(AmO2)2Cl12[1]
- K2AmCl5[1]
- (NH4)2AmCl5[1]
- Rb2AmCl5[1]

### Americijeve spojine z žlahtnimi plini
Znanih ni nobenih americijevih spojin z žlahtnimi plini.

### Ioni

#### Anioni
- Preysslerjev anion – AmP5W30O11012−[1]
- AmCl62−[1]
- AmBr62−[1]
- Am(CO3)56−[1]
- AmO2(CO3)−[1]
- AmO2(CO3)23−[1]
- AmO2(CO3)35−[1]
- AmO2(CO3)34−[1]
- Am(SO4)2−[1]
- Am(H2PO4)4−[1]
- AmP2W17O616−[1]
- Am(P2W17O61)216−[1]
- AmF4·AmO2F2−[1]

#### Kationi
- AmO2+[4]
- AmO22+[4]
- AmF2+[1]
- AmF2+[1]
- AmSO4+[1]
- Am(SCN)1+[1]
- Am(SCN)22+[1]
- AmNO32+[1]
- Am(NO3)2+[1]
- AmHPO4+[1]
- AmH2PO42+[1]
- Am(H2PO4)2+[1]
- AmCl2(H2O)6+[1]

### Ostale spojine
- Americijev dioksidimolibdad trihidrat – AmO2Mo2O7·3H2O[1]
- Americijev dioksikromat hidrid – AmO2CrO4·H2O (to je le predvidena formula, nekateri domnevajo, da je prava formula pridobljene spojine bila (AmO2)2CrO4·H2O)[1]
- Diamericijev trimolibdat – Am2(MoO4)[1]
- Diamericijev trivolframat – Am2(WO4)3[1]
- NaAmO2(OAc)3[4]
- KAm(MoO4)2[1]
- K5Am(MoO4)4[1]